# Strathmore (Alberta)
Strathmore ist eine Gemeinde im zentralen-südlichen Alberta, Kanada, welche seit 1911 den Status einer Kleinstadt (englisch Town) hat. Sie liegt etwa 40 Kilometer östlich von Calgary am Alberta Highway 1, der hier Teil der südlichen Route des Trans-Canada Highway ist, in der Region Süd-Alberta im Palliser-Dreieck. Strathmore ist eine landwirtschaftlich geprägte Gemeinde, in der auch Erdöl und -gas gefunden werden. Zur nahegelegenen Großstadt Calgary besteht reger Pendlerverkehr.
Ihren Namen hat die Gemeinde nach Claude Bowes-Lyon, 13. Earl of Strathmore and Kinghorne.

## Geschichte
Im Jahre 1883 wurde Strathmore als Arbeitersiedlung an der Canadian Pacific Railway angelegt und 1905 etwa sechs Kilometer nach Norden verschoben. Die Eisenbahnstrecke zwischen Strathmore und Cheadle war 1883 Schauplatz eines Rekords im Gleisbau: innerhalb von einer Stunde wurden 1,6 km Strecke gelegt und nach nur einem Arbeitstag war Strathmore mit der 15 km entfernt liegenden Stadt Cheadle verbunden. Auf Anregung der kanadischen Regierung kamen nun immer mehr Siedler nach Strathmore, was die Bevölkerung ansteigen ließ. Heute hat die Stadt an Wichtigkeit verloren, da sie nicht mehr an einer Bahnlinie liegt.

## Demographie
Der Zensus im Jahr 2016 ergab für die Gemeinde eine Bevölkerungszahl von 13.756 Einwohnern, nachdem der Zensus im Jahr 2011 für die Gemeinde eine Bevölkerungszahl von 12.305 Einwohnern ergab. Die Bevölkerung hat dabei im Vergleich zum letzten Zensus im Jahr 2011 entsprechend der Entwicklung in der Provinz um 11,8 % zugenommen, während der Provinzdurchschnitt bei einer Bevölkerungszunahme von 11,6 % lag. Im Zensuszeitraum 2006 bis 2011 hatte die Einwohnerzahl in der Gemeinde weit überdurchschnittlich um 19,7 % zugenommen, während sie im Provinzdurchschnitt um 10,8 % zunahm.

## Bildung
In Strathmore gibt es drei Grundschulen, zwei weiterführende Schulen und zwei katholische Schulen. Bis 2007 hatte dort das Convenant Bible College Canada, eine theologische Schule, seinen Sitz. Dieses musste jedoch wegen sinkender Schülerzahlen und finanziellen Problemen geschlossen werden.

## Söhne und Töchter der Stadt
- Chad Bassen (* 1983), deutsch-kanadischer Eishockeyspieler
- Taggart Desmet (* 1982), kanadischer Eishockeyspieler
- Keaton Ellerby (* 1988), kanadischer Eishockeyspieler